# Sneferka
Sneferka is de horusnaam van een oud-Egyptische koning die mogelijk heeft geregeerd aan het einde van de 1e dynastie van Egypte. De exacte lengte van zijn regering is onbekend, maar er wordt gedacht dat het kort is. Zijn chronologische positie is onbekend.

## Interpretatie van zijn naam
De horusnaam van de heerser is het object van debat. Dit omdat de hiërogliefen in een bijzondere volgorde staan. Dit leidde tot verschillende interpretaties van de naam, die gelezen kan worden als Seneferka, Sneferka, Neferseka of Sekanefer.
Egyptoloog Francesco Raffaele interpreteert de naam als Neferkaes en denkt dat de persoon erachter eigenlijk een heersende koningin is.
De Horusnaam verschijnt op verschillende schist- en albaster vaten:
- Een vat werd gevonden in de mastaba van de hoge ambtenaar Marka die in functie was onder de farao Qaä.
- Een tweede vat werd in de ondergrondse galerijen van de trappenpiramide van koning Djoser gevonden.
- Een derde werd gevonden in een anonieme mastaba ook in Sakkara.
- Een vierde artefact werd gevonden in de privécollectie van Georges-Michailides-Collection, maar aan de authenticiteit van het artefact wordt getwijfeld, dit omdat het een serech zonder Horus-valk is.[3][4][5]

## Identiteit
Naast de serech van Sneferka, bevatten veel teksten plaatsen en bouwwerken die al bekend waren in  de regering van farao Qaä. Ze worden genoemd: Qaoe-Netjeroe (“Verhogingen van de goden”) en Ah-Netjer (“Heilig paleis”). Ze worden genoemd in verschillende inscripties op stenen vaten in het graf van Qaä te Abydos. Egyptologen waaronder Peter Kaplony concluderen dat de inscripties bewijzen dat er een chronologische nabijheid is van koning Qaä en Sneferka, of dat de naam Sneferka een alternatieve naam is van Qaä, die hij droeg voor een korte tijd.
Twee artefacten van verschillende origine laten de serech van de koning zien. De manier waarop de naam van de koning wordt geschreven en wordt geïnterpreteerd is zeer omstreden. Dit omdat in de naam een afbeelding van een vogel werd herkend, de naam van de koning wordt genoemd Horus Vogel. Egyptologen zoals Wolgang Helck en Peter Kaplony geloven dat Sneferka en Horus Vogel tegen elkaar streden om de troon van Egypte te bemachtigen. De strijd bereikte het hoogtepunt met de plundering van de koninklijke begraafplaats in Abydos, die daarna werd verlaten. De strijd werd wellicht beëindigd bij de eerste heerser van de 2e dynastie van Egypte: farao Hotepsechemoei. Een bewijs die deze theorie ondersteund, is dat de Horusnaam van Hotepsechemoei betekent: “De twee krachten zijn verzoend” en kan gerelateerd zijn aan de unificatie van het Egyptische rijk na een periode van wanorde.
Egyptoloog Kim Ryholt heeft er andere ideeën over: koning Sneferka regeerde tijdens de helft van de 2e dynastie van Egypte en hij identificeert hem met Neferkare I, geattesteerd op bronnen uit de tijd van de Ramessiden. Hij wijst erop dat schrijvers uit de tijd van de Ramsessiden vaak het symbool van de zon toevoegen aan namen van vroeg-dynastieke koningen. Hierbij negeert hij het feit dat in deze tijd de zon nog niet een object was van heilige aanbidding. Om zijn theorie te ondersteunen wijst Ryholt naar de cartouches van de koningen Neferkare II en Nebkare I, deze representeren vroeg-dynastieke koningen en hebben een zonne-symbool in hun namen.
De Egyptoloog Aidan Dodson denkt ook in deze richting. Hij wijst op het feit dat bijna alle serechs van Sneferka gemaakt zijn op beschadigingen. Dus concludeert hij dat Sneferka de namen op de vaten van Qaä overschreef met zijn eigen naam. Deze manier van hergebruik was typisch voor koningen die later regeerden dan de oorspronkelijke eigenaar van de artefacten en een korte regeringsduur hadden.
Francesco Raffaele gelooft dat Sneferka een koningin was. Hij wijst op de twijfelachtige manier van lezen van de naam van Sneferka. Gebaseerd op de ongewone aanpassing van de hiërogliefen in de serech. Tiradritti denkt dat de naam eigenlijk als “Neferka-es” moet worden gelezen.